# Siège de Metz (451)
Pour les articles homonymes, voir siège de Metz.
Invasions barbares
Le siège de Metz de 451, par des Huns conduits par Attila, se solda par le pillage de la cité et le massacre de ses habitants.

## Contexte historique
L’ancienne capitale des Médiomatriques, Divodurum Mediomatricorum, est une ville gallo-romaine prospère au Bas-Empire, qui bénéficie de la proximité de Trèves, capitale des Gaules depuis 297. Pillée par les Alamans en 253, Divodurum s’est doté de remparts avant la fin du IIIe siècle, lui permettant de résister aux Vandales en 352 et en 406. En 451, les troupes d’Attila, qui stationnent en Pannonie, remontent le Danube, franchissent le Rhin et déferlent sur la Gaule Belgique.

## Siège de Metz
Au printemps de 451, les Huns assiègent Metz, qui tente de résister, à l'abri de ses remparts du IIIe siècle. Pendant le bref siège, les troupes d’Attila vivent sur le pays, ravageant et pillant les domaines ruraux et les bourgades de la région. Le 7 avril 451, veille de Pâques, un pan de la muraille sud s’effondre, laissant pénétrer les assiégeants, qui pillent, incendient toute la ville et passent la population au fil de l'épée, massacrant même « les prêtres du Seigneur devant les autels sacro-saints ». Le pillage de la cité dure plusieurs jours. La plupart des survivants sont asservis ou faits prisonniers, comme l’évêque Auctor ou Livier de Marsal. Seul l'oratoire de Saint-Étienne, future cathédrale, aurait échappé à la destruction.

## Conséquences
Metz mit probablement du temps à se relever de ce désastre, qui annonçait aussi de nouvelles invasions. Quant aux Huns, défaits aux Champs Catalauniques peu de temps après par le général romain Aetius, ils repassent le Rhin et laissent le champ libre aux Francs, qui s’installeront durablement dans la région.